# Augusta de Wit
Augusta de Wit   (Sibolga, 25 de novembre de 1864 - Baarn, 9 de febrer de 1939) va ser una escriptora neerlandesa. Va viure durant anys a les Índies Orientals Neerlandeses, on va exercir de professora i de periodista per a diversos diaris locals. Posteriorment es va establir a Europa i va viatjar durant anys per l'Índia. Destaquen les seves descripcions de la naturalesa i les temàtiques inspirades en la terra nadiua. També va escriure sota el pseudònim G.W. Sylvius.
En destaquen les novel·les De godin die wacht (‘La deessa que espera’, 1903) i Het dure moederschap (‘La bella maternitat’, 1907), i la narració Orpheus in de dessa (‘Orfeu a la dessa', 1903).